# 巴氏歐白魚
巴氏歐白魚（学名：Alburnus baliki）為輻鰭魚綱鯉形目雅羅魚科歐白魚屬的其中一種，被IUCN列為瀕危保育類動物，分布於亞洲土耳其Manavgat河流域，體長可達6.1公分，棲息在礫石底質、植被生長的河川表層水域，成群活動，生活習性不明。

## 扩展阅读
維基物種上的相關：巴氏歐白魚